# Amiot (Maurer, 1334)

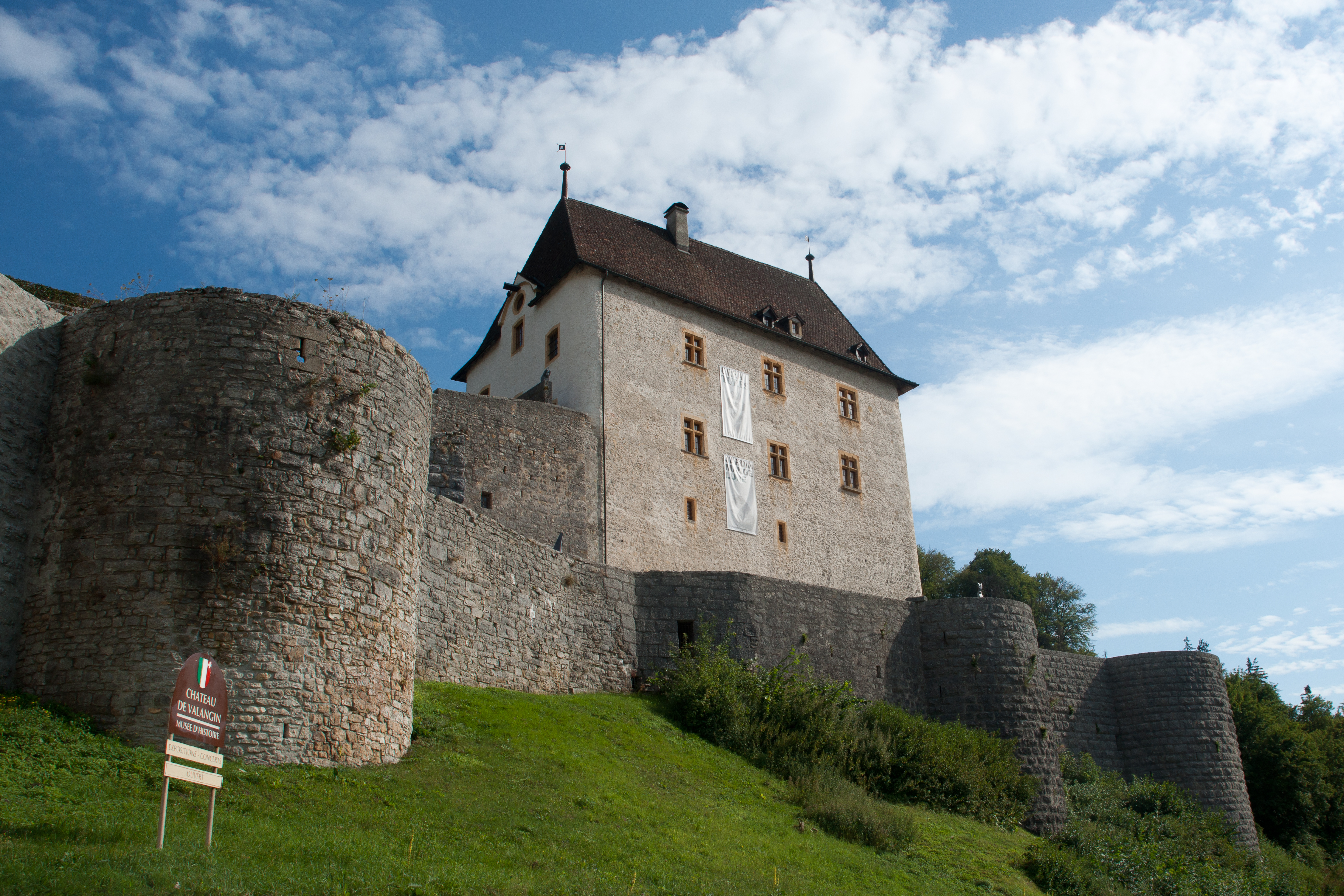
Schloss Valangin

Amiot war ein Schweizer Maurer, der im 14. Jahrhundert tätig war.
Urkunden zufolge baute er einen Turm für das zwischen 1334 und 1378 errichtete Schloss von Valangin (Kanton Neuchâtel, Schweiz).